# Impeachment!
Impeachment! es una historieta de 1999 del autor de cómics español Francisco Ibáñez, perteneciente a su serie Mortadelo y Filemón.

## Trayectoria editorial
Publicada en 1999 en el número 80 de Magos del Humor y más tarde en el 150 de la Colección Olé.

## Sinopsis
El Súper es acusado de haber mordido en el trasero a Ofelia. El fiscal Escorbuto Carcamal quiere someterlo a un proceso de Impeachment para conseguir que le despidan y así poder hacerse con el cargo. Para ello cuenta con falsos testigos. Mortadelo y Filemón deberán conseguir que Ofelia retire la denuncia contra el Súper y desenmascarar a los falsos testigos.
Finalmente se descubre que el responsable de la confusión era un mono del profesor Bacterio que gusta de pellizcar a las señoras cuando nadie le ve.

## Comentarios
Este tebeo está inspirado en el escándalo Lewinsky.

## Errores
Desde el principio, se deba a entender que el Súper supuestamente había mordido a Ofelia en el trasero, pero a partir de la mitad de la historia hasta el final, se menciona que no fue una mordida, sino que la pellizcó.